# 伊莎贝尔·布兰德
伊莎贝尔·布兰德（西班牙語：Isabel Brand，1996年6月23日—）生于瑞士苏黎世，是一名危地马拉女子现代五项运动员。她的父亲是瑞士-危地马拉混血，母亲则是瑞士人，双胞胎姐妹斯特凡妮（Stefanie）同样是运动员。7岁时，伊莎贝尔和斯特凡妮说服父亲允许她们从事体育运动，在尝试数项体育运动后，两人开始对马术感兴趣。12岁时，两人又接触到现代五项并开始练习，一段时间过后，伊莎贝尔决定正式改练现代五项，斯特凡妮则决定专攻马术，成为马术运动员。2014年，伊莎贝尔与斯特凡妮共同入选南京青奥参赛名单，伊莎贝尔同时还担任危地马拉代表团的开幕式旗手。